# Ancourteville-sur-Héricourt
Ancourteville-sur-Héricourt est une commune française située dans le département de la Seine-Maritime, en région Normandie.

## Géographie

### Description
Commune du pays de Caux située dans le canton de Saint-Valery-en-Caux.

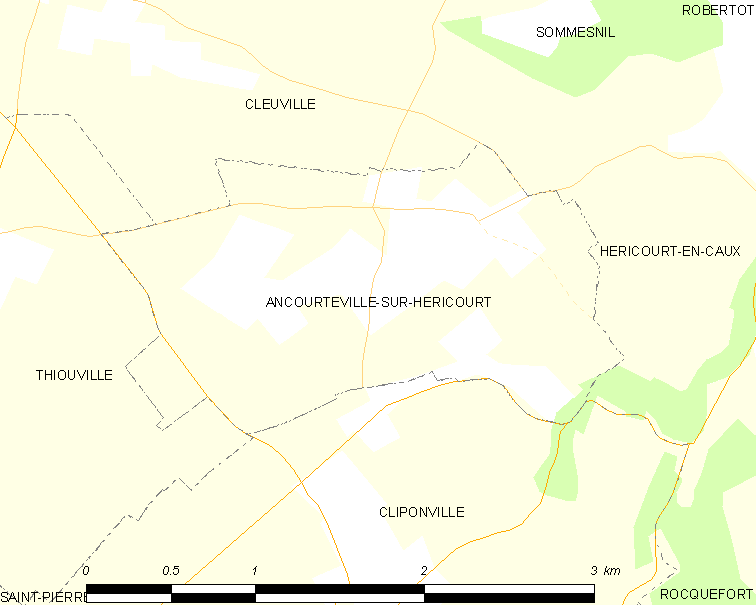
Carte de la commune.
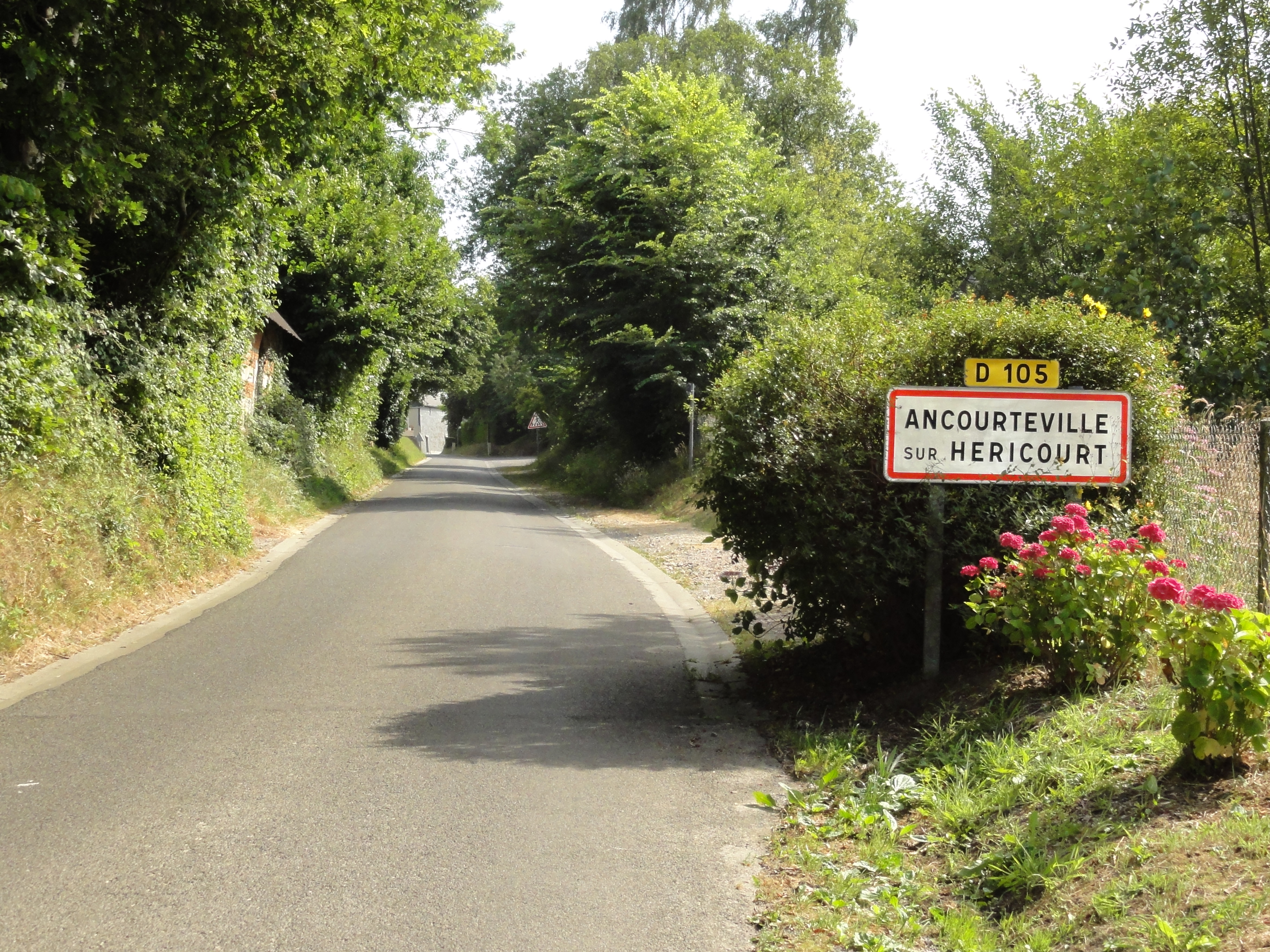
Entrée d'Ancourteville-sur-Héricourt.

### Hydrographie
La commune est située dans le bassin Seine-Normandie. Elle n'est drainée par aucun cours d'eau.

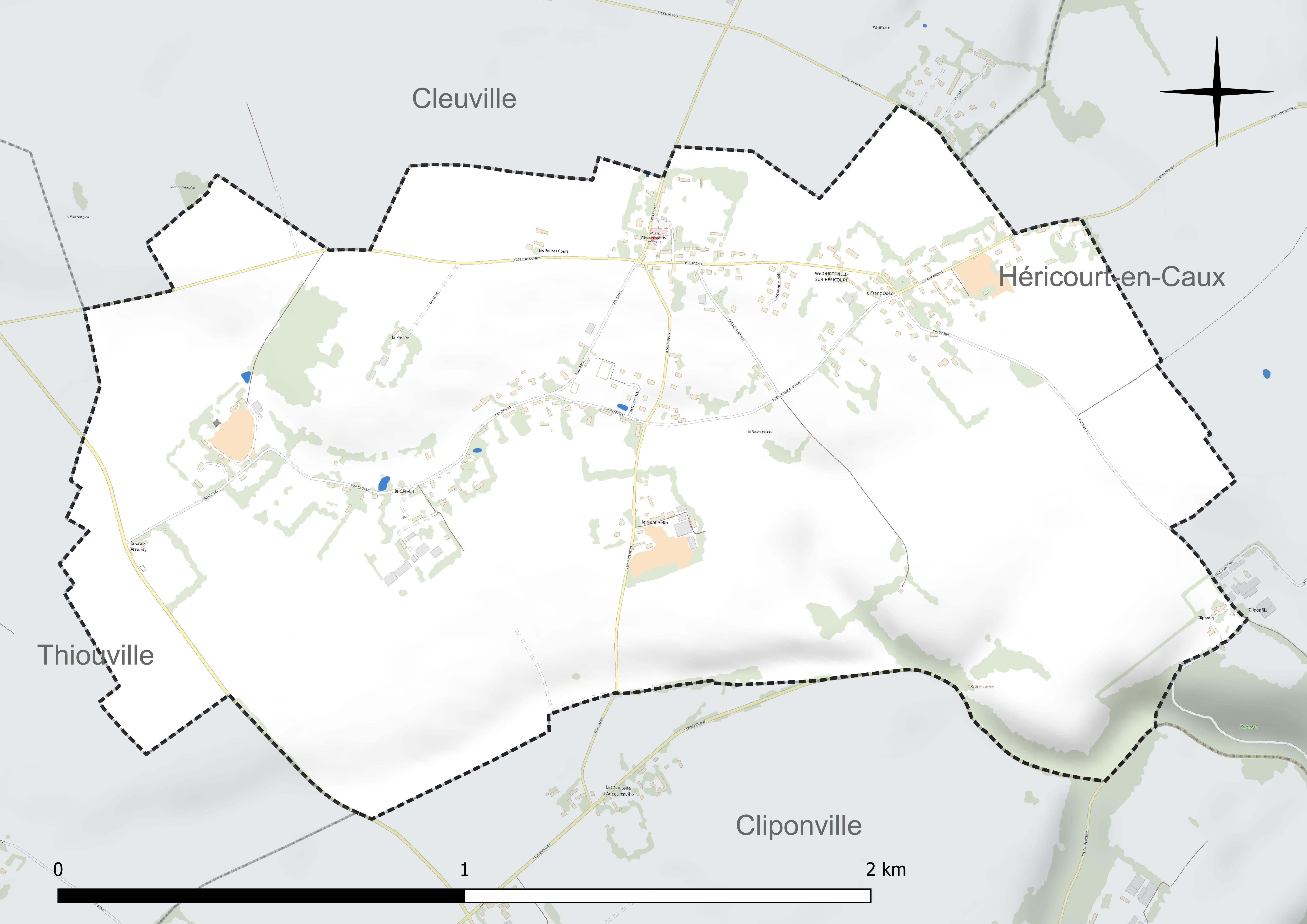
Réseau hydrographique d'Ancourteville-sur-Héricourt.

### Climat
Pour des articles plus généraux, voir Climat de la Normandie et Climat de la Seine-Maritime.
En 2010, le climat de la commune est de type climat océanique franc, selon une étude du CNRS s'appuyant sur une série de données couvrant la période 1971-2000. En 2020, Météo-France publie une typologie des climats de la France métropolitaine dans laquelle la commune est exposée à un climat océanique et est dans la région climatique Côtes de la Manche orientale, caractérisée par un faible ensoleillement (1 550 h/an) ; forte humidité de l’air (plus de 20 h/jour avec humidité relative > 80 % en hiver), vents forts fréquents. Parallèlement le GIEC normand, un groupe régional d’experts sur le climat, différencie quant à lui, dans une étude de 2020, trois grands types de climats pour la région Normandie, nuancés à une échelle plus fine par les facteurs géographiques locaux. La commune est, selon ce zonage, exposée à un « climat maritime », correspondant au Pays de Caux, frais, humide et pluvieux, légèrement plus frais que dans le Cotentin.
Pour la période 1971-2000, la température annuelle moyenne est de 10,4 °C, avec une amplitude thermique annuelle de 13,8 °C. Le cumul annuel moyen de précipitations est de 911 mm, avec 13,2 jours de précipitations en janvier et 9 jours en juillet. Pour la période 1991-2020, la température moyenne annuelle observée sur la station météorologique la plus proche, située sur la commune d'Ectot-lès-Baons à 12 km à vol d'oiseau, est de 10,8 °C et le cumul annuel moyen de précipitations est de 905,5 mm,. Pour l'avenir, les paramètres climatiques de la commune estimés pour 2050 selon différents scénarios d'émission de gaz à effet de serre sont consultables sur un site dédié publié par Météo-France en novembre 2022.

## Urbanisme

### Typologie
Au 1er janvier 2024, Ancourteville-sur-Héricourt est catégorisée commune rurale à habitat dispersé, selon la nouvelle grille communale de densité à sept niveaux définie par l'Insee en 2022.
Elle est située hors unité urbaine et hors attraction des villes,.

### Occupation des sols
L'occupation des sols de la commune, telle qu'elle ressort de la base de données européenne d’occupation biophysique des sols Corine Land Cover (CLC), est marquée par l'importance des territoires agricoles (98,6 % en 2018), une proportion identique à celle de 1990 (98,6 %). La répartition détaillée en 2018 est la suivante : 
terres arables (63 %), prairies (26,1 %), zones agricoles hétérogènes (9,5 %), forêts (1,4 %). L'évolution de l’occupation des sols de la commune et de ses infrastructures peut être observée sur les différentes représentations cartographiques du territoire : la carte de Cassini (XVIIIe siècle), la carte d'état-major (1820-1866) et les cartes ou photos aériennes de l'IGN pour la période actuelle (1950 à aujourd'hui).

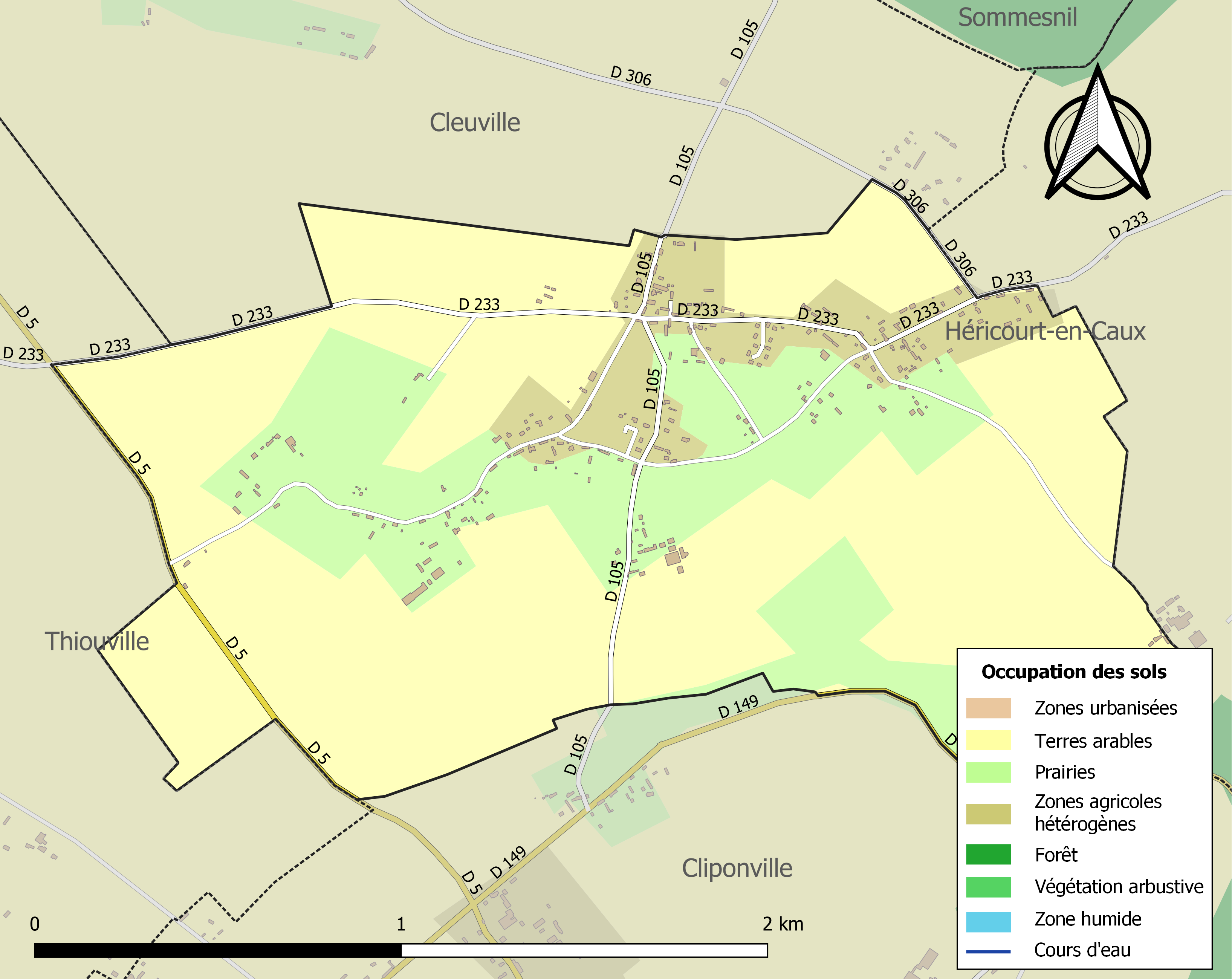
Carte des infrastructures et de l'occupation des sols de la commune en 2018 (CLC).

## Toponymie
Le nom de la localité est attesté sous les formes Anschetilvilla vers 1024 (Adigard des Gautries 1956, 125) ; Ansquetevilla vers 1130 (Le Cacheux, Longueville 2) ; Sanctam Mariam de Anschetervilla en 1177 (Le Cacheux, Longueville 21) ; Ecclesiam de Ansketevilla en 1178 (Le Cacheux, Longueville 27) ; Ansketillus de Ansketevilla avant 1189 (Le Cacheux, Longueville 40-41) ; Ecc. de Anchitreville avant 1189 (Le Cacheux, Longueville 42) ; Ecc. sancte Marie de Ansketivilla en 1202 (Le Cacheux, Longueville 99) ; Ansketevilla en 1155 (Rec. Henri II, I, 100, II, 423) ; Anquetorvilleta vers 1240 (H. Fr. xxiii, 286) ; Parochia Sancte Marie de Ansquetrevilla en 1252 (Archives départementales de la Seine-Maritime, 19 H cart. de Valmont f. 72) ; Ansquetreville sus Hérecourt en 1325 ; Anquetierville sur Herecour en 1319 (Arch. S.-M. G 3267) ; Anquetierville sus Herecourt en 1431 (Longnon 25, 85) ; Ancretteville sur Herecourt entre 1420 et 1456 (Arch. S.-M. 19 H terr. de Valmont) ; Ancreteville sur Harecourt en 1563 (Etat-Civil) ; Ancourteville sur Herecourt en  1591 et 1593 ; Ancretteville-sur-Héricourt en 1607, 1637 et 1720 (Arch. S.-M. II B 410, 413) ; Ancreteville-sur-Harcourt en 1648 ; Ancourteville sur Héricourt en 1738 (Pouillés) ; Ancourteville sur Héricourt en 1757 (Cassini) ; Ancourteville-sur-Héricourt en 1788 (Dict.).
Signification du nom : voir Ancretteville-sur-Mer.
Héricourt  est la commune voisine de Héricourt-en-Caux.

## Politique et administration
| Période                                  | Période   | Identité       | Étiquette | Qualité                |
| ---------------------------------------- | --------- | -------------- | --------- | ---------------------- |
| Les données manquantes sont à compléter. |           |                |           |                        |
| 1844                                     |           | M. Monneveu    |           |                        |
| 1860                                     |           | Vendanger      |           |                        |
| Les données manquantes sont à compléter. |           |                |           |                        |
| avant 1988                               |           | André Canu     |           |                        |
| Les données manquantes sont à compléter. |           |                |           |                        |
| mars 2008                                | mars 2014 | Daniel Hamel   | UMP       |                        |
| mars 2014                                | mai 2020  | Michel Sery    |           |                        |
| mai 2020                                 | En cours  | Magalie Legras |           | Professeure de collège |

## Population et société

### Démographie
L'évolution du nombre d'habitants est connue à travers les recensements de la population effectués dans la commune depuis 1793. Pour les communes de moins de 10 000 habitants, une enquête de recensement portant sur toute la population est réalisée tous les cinq ans, les populations de référence des années intermédiaires étant quant à elles estimées par interpolation ou extrapolation. Pour la commune, le premier recensement exhaustif entrant dans le cadre du nouveau dispositif a été réalisé en 2005.

En 2022, la commune comptait 353 habitants, en évolution de +7,95 % par rapport à 2016 (Seine-Maritime : +0,35 %, France hors Mayotte : +2,11 %).
| 1793 | 1800 | 1806 | 1831 | 1836 | 1841 | 1846 | 1851 | 1856 |
| ---- | ---- | ---- | ---- | ---- | ---- | ---- | ---- | ---- |
| 550  | 550  | 560  | 632  | 682  | 604  | 616  | 620  | 601  |

| 1861 | 1866 | 1872 | 1876 | 1881 | 1886 | 1891 | 1896 | 1901 |
| ---- | ---- | ---- | ---- | ---- | ---- | ---- | ---- | ---- |
| 616  | 619  | 578  | 552  | 496  | 510  | 463  | 482  | 467  |

| 1906 | 1911 | 1921 | 1926 | 1931 | 1936 | 1946 | 1954 | 1962 |
| ---- | ---- | ---- | ---- | ---- | ---- | ---- | ---- | ---- |
| 405  | 341  | 287  | 261  | 260  | 238  | 243  | 177  | 173  |

| 1968 | 1975 | 1982 | 1990 | 1999 | 2005 | 2006 | 2010 | 2015 |
| ---- | ---- | ---- | ---- | ---- | ---- | ---- | ---- | ---- |
| 163  | 152  | 201  | 227  | 218  | 214  | 215  | 263  | 324  |

| 2020 | 2022 | - | - | - | - | - | - | - |
| ---- | ---- | - | - | - | - | - | - | - |
| 349  | 353  | - | - | - | - | - | - | - |

### Enseignement
La commune dispose d'une école élémentaire publique[Quand ?].

## Culture locale et patrimoine

### Lieux et monuments
- Église Sainte-Marie.
- Croix de cimetière.
- Calvaire au hameau La Croix Beaunay.
- Monument aux morts.

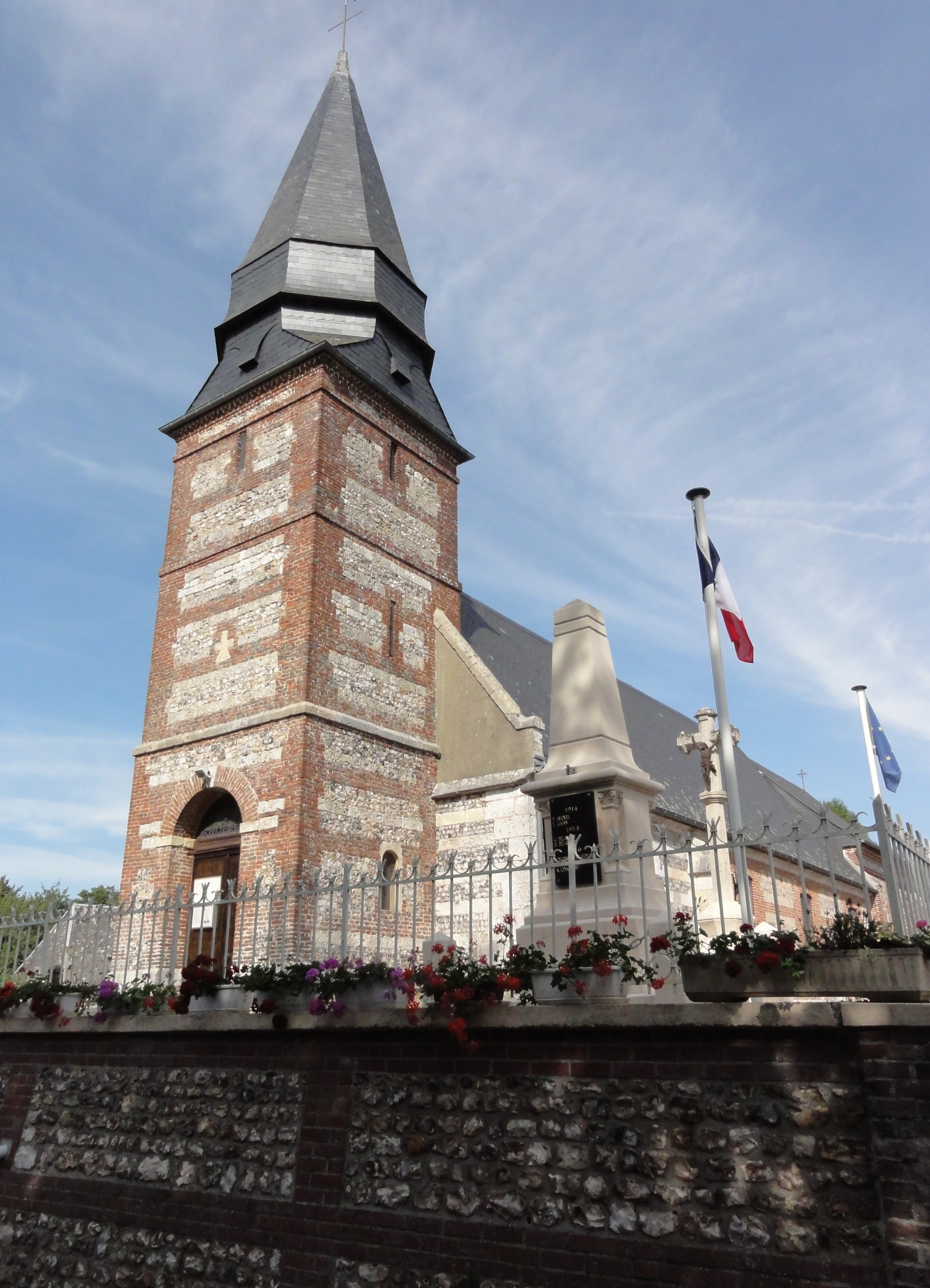
Église Sainte-Marie.
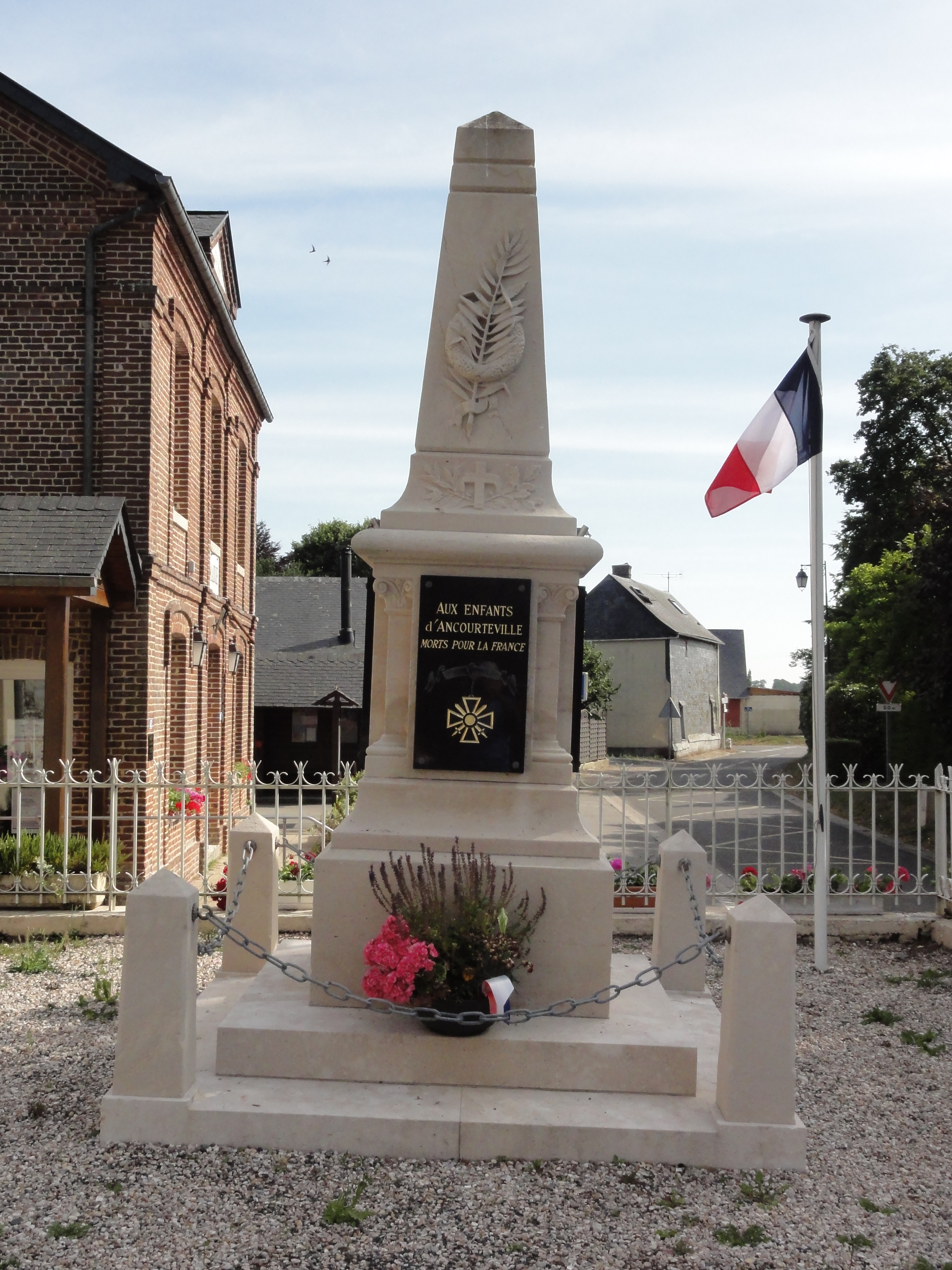
Monument aux morts.
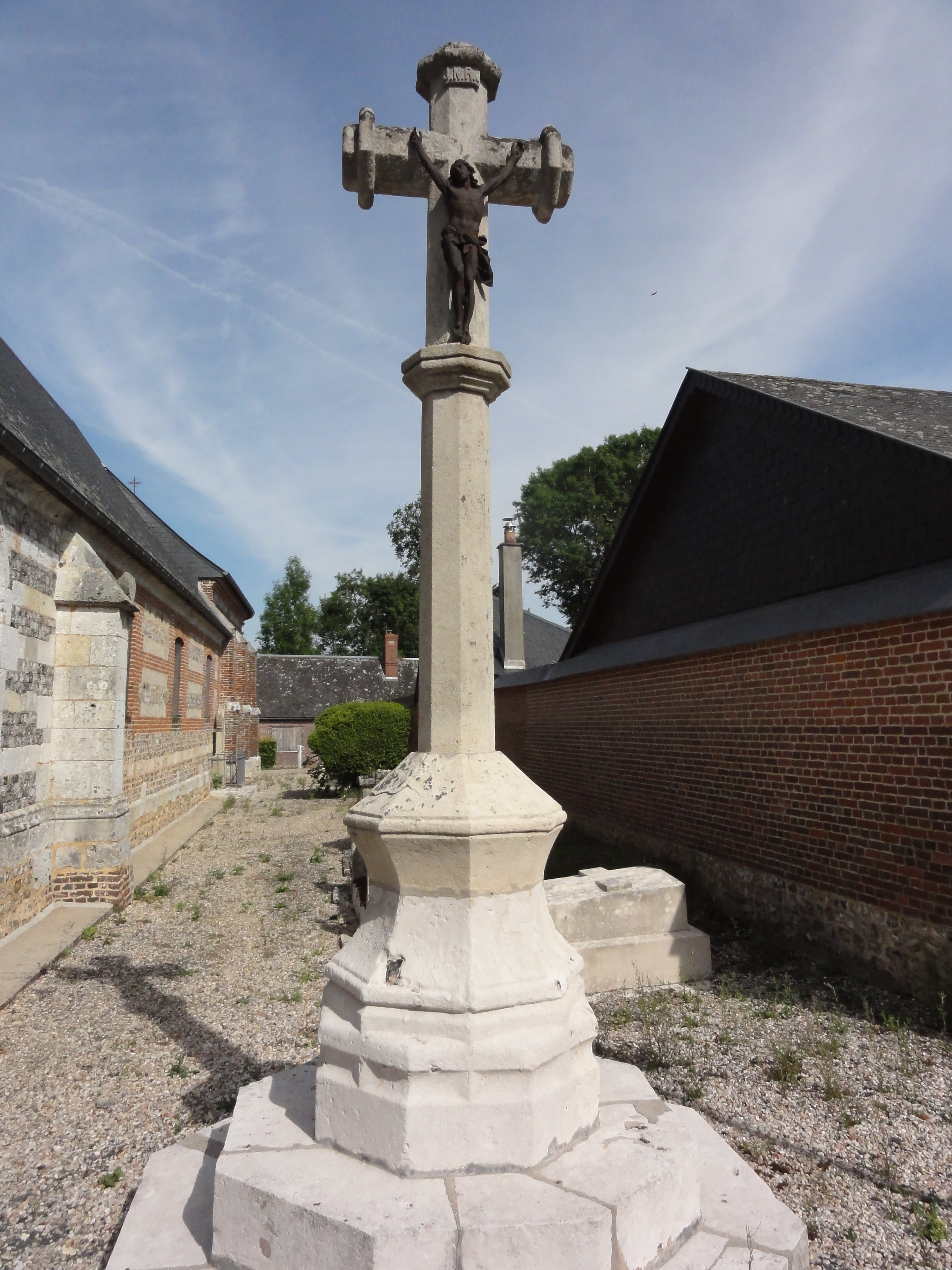
Monument aux morts.
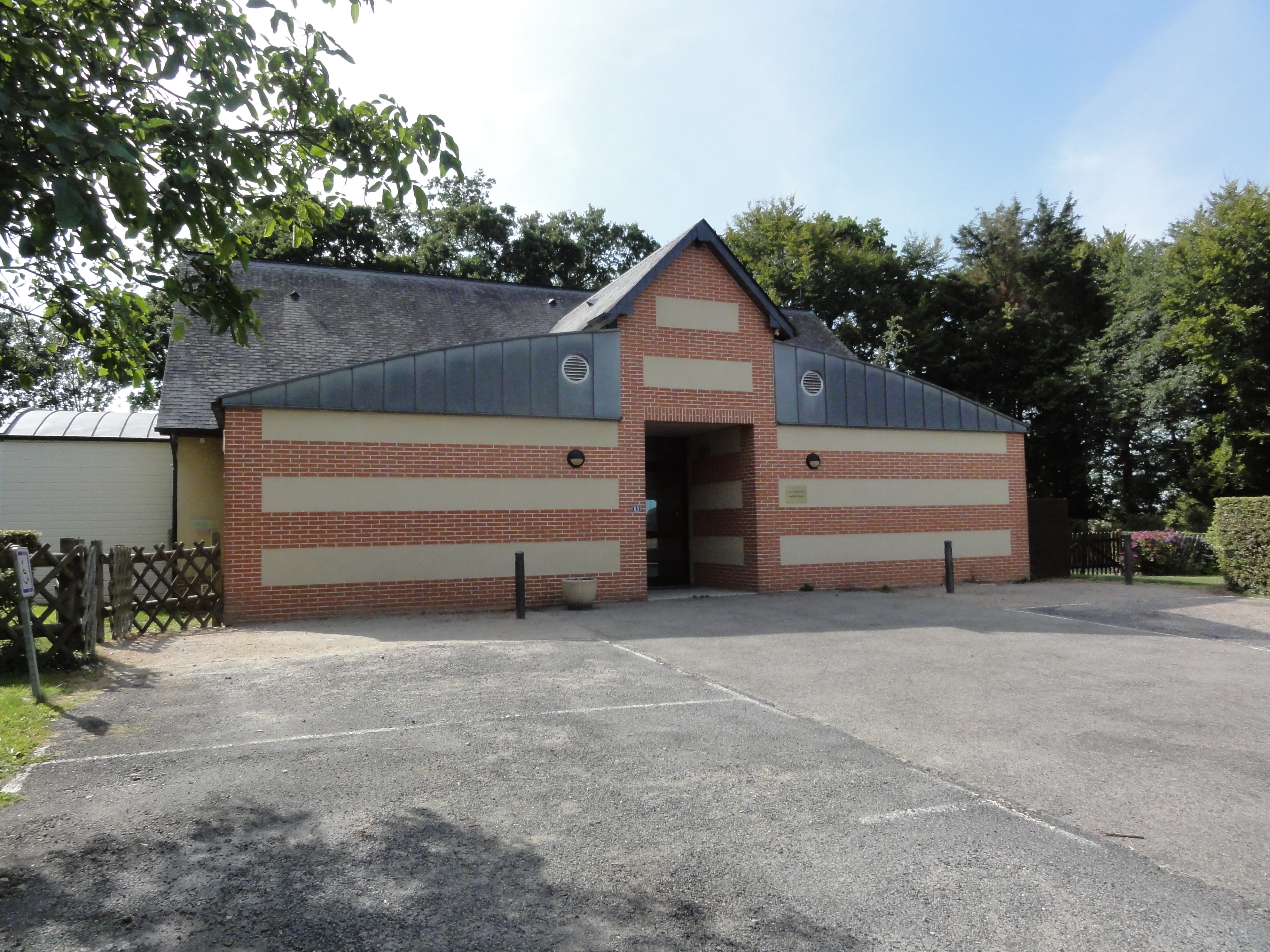
La salle communale André Canu.

### Ancourteville dans les arts
En 1997, des scènes du film Le Horsain de Philippe Venault avec Emmanuel Salinger ont été tournées dans l'église.

### Héraldique
| Blason de Ancourteville-sur-Héricourt | Blason  | Parti : au 1er d'argent à une rose des jardins de gueules, tigée et feuillée de sinople, au 2d burelé d'argent et de gueules, à un lion de sable armé, lampassé et couronné d'or ; le tout sommé d'un chef de gueules chargé de deux léopards affrontés d'or, armés et lampassés d'azur. |
| Blason de Ancourteville-sur-Héricourt | Détails | La rose est attribut de sainte Marie, patronne de la paroisse. Le second est aux armes de la famille d'Estouteville. Le chef aux deux léopards d'or sur champ de gueules rappellent les armes de la Normandie. Le statut officiel du blason reste à déterminer.                          |